# نور حمادة
نور محمد حمادة (1888 - 1969) ناشطة نسوية وصحفية لبنانية مسلمة ولدت في بلدة بعقلين، تلقت تعليمها الابتدائي والإعدادي في بلدة بعقلين، ثم التحقت بمعهد مس طمسن الإنجليزي في بيروت وحصلت فيه على شهادتها الثانوية. عملت مدرسة بمدرسة المقاصد ببيروت، وأنشأت المجمع النسائي الأدبي (1922)، وبعد وفاة زوجها قصدت العراق (1931) وأسست فرعًا للمجمع ببغداد ومثلته في حفل تأبين الملك فيصل الأول. قصدت مصر مشاركة في حفل تأبين الزعيم سعد زغلول باشا، كما زارت الولايات المتحدة الأمريكية، وزارت الفاتيكان ومنحها البابا لقب أميرة.

## سيرتها
ولدت نور بنت محمد بن قاسم بن حسين في بعقلين سنة 1888، وهي تنتمي إلى الطائفة الدرزية، وفي عائلتها العديد من قادة الدروز الدينيين. وهي ابنة «الشيخ محمد بن قاسم بن حسين». تلقت تعليمها الأول من قبل والدها في المنزل ثم درست في بيروت، لكن من غير المؤكد إذا ما درست في الجامعة الأمريكية في بيروت أو جامعة القديس جوزيف. كانت تتحدث بطلاقة العديد من اللغات بما في ذلك اللغة العربية والفرنسية والإنجليزية والتركية.
وكان لنور حمادة شقيقين، أخ أصغر وأكبر. شاركت حبها للشعر العربي واللغة العربية مع أخيها الأصغر. أما بالنسبة لأخيها الأكبر، الشيخ حسين حمادة، فقد كان شيخ للطائفة، علي حسب تقليد الأسرة. 
وبعد أن انهت دروسها الثانوية في معهد مس طمسن الإنجليزي عينت مديرة لمدرسة المقاصد في بيروت (فرع البنات)، وانشأت المجمع النسائي الأدبي سنة 1922، وبعد وفاة زوجها سعيد بك نعمان حمادة سنة 1931 سافرت إلى العراق وأسست هناك فرعاً للمجمع النسائي العربي ومثلته في حفلة تأبين الملك فيصل الأول.

وفي 3 تموز 1930 افتتح مؤتمر المرأة الشرقية جلسته الأولى في بهو الجامعة السورية بدمشق وكان يعتبر دليل للوحدة الشرقية وانتخبت رئيسها. وجاءت الوفود وأرسلت التقارير من الحجاز والعراق وتركيا وإيران وأفغانستان والهند الإسلامية كما أرسل الاتحاد النسائي الدولي مندوبة وقد أكدت رئيسة المؤتمر نور حمادة ضرورة حصر الكفاح في رفع مستوى المرأة ثقافياً واجتماعياً، وليس في المطالبة بالحقوق السياسية. لقد كان حجاب المسلمة منافياً للطبيعة، وسوف يزول من نفسه بارتفاع مستوى التعليم.

سافرت بعد ذلك إلى مصر واشتركت في حفلة تأبين سعد زعلول. وزارت الولايات المتحدة الأميركية حيث قامت بنشاط واسع أدبي واجتماعي، ثم زارت حاضرة الفايتكان فمنحها البابا لقب أميرة. وفي لبنان لزمت بعدئذ بيتها بشؤون التاريخ، وقد كتب في أوراق لبنانية عدة مقالات بهذا الموضوع.

توفيت في بيروت في 1969.

## الزواج والأطفال
على الرغم من المعلومات المحدودة عن زوجها نور حمادة، إلا أنها لم ترزق باطفال وترملت في عام 1932. اعتاد زوجها على العمل في الجيش السوري ومن المحتمل أنها تلقت المعاش العسكري.

## المشاركة في مؤتمرات المرأة الشرقية لعام 1930 و 1932
كانت نور حمادة واحدة من أبرز القادة النسويات في زمنها، بعد أن أسست أول منظمة نسائية في لبنان في أواخر العشرينات من القرن العشرين والتي كانت هي أيضا رئيس وأمين لها. كانت ضرورية في تنظيم الكونغرس النسائي العربي، حيث كتبت شخصيا رسالة إلى مدام هدى شعراوي، وهي نسوية مصرية مشهورة، شجعتها فيها على حشد زملائها النسويات للمشاركة في هذا الكونغرس. تمت دعوة النساء من جميع الدول العربية، وبعد وصول وفد من النساء الهنود إلى بيروت لإدراجهم أيضا، فإن أول مؤتمر للمرأة الشرقية قد حان بعد وقت قصير من ذلك من النساء العربيات. وبينما اتخذت ترتيبات للكونغرس النسائي الشرقي، واجهت مسألة التصريح التي كان يجب أن تتلقاه من الحكومة السورية، والتي كانت ترفض منحها. لذلك، بدوره، كتبت إلى عصبة الأمم، التي كانت عضوا فيها. وأوضحت صعوباتها في الحصول على إذن الحكومة وطلبت أن يرسلوا مندوبا منهم وهي جمعية وحدة النساء من أجل مراقبة ونشر تقرير عن أنشطة النساء الشرقيات. بعد ذلك، ذهبت مباشرة إلى الحكومة، وناقشت معهم وطلبت اجتماع خاص مع القنصل الفرنسي ومجموعتها من النسويات قبل يوم من عقد اجتماع الكونغرس. في هذه المرحلة الزمنية، تم الإعلان عن مدام غوديش أفشار لتكون المندوب الإيراني، وفي الاجتماع مع القنصل الفرنسي، أوضحت نور حماد أن الكونغرس سيعقد خلال اليومين المقبلين، مع أو بدون إذن منطوق. وهكذا، مُنح القنصل الفرنسي التصريح، وتم عقد الكونغرس. قدمت كل ممثلة لمحة عامة عن حالة المرأة في بلدها.
في عام 1930 يوليو، عُقد الكونغرس النسائي الشرقي، المعروف أيضا باسم مؤتمر المرأة الشرقية الأول، في دمشق. خلال الكونغرس، تواصلت نور حمادة ووضعت خططًا مع العديد من القادة من إيران والعراق. لاحظت حمادة استبعاد المرأة المسلمة الموجودة في مؤتمر دمشق، وهو شيء ألقته باللوم على الرجال المسلمين الذين لديهم حماسة لإسكات نظرائهم الإناث. ولهذا السبب، أنشأت حمادة جمعية لهؤلاء النساء محددة بمساعدة أفرا ثيودوروبولو، وهي سفيرة المرأة في التحالف الدولي للمرأة في أوروبا، والذين كانوا حاضرين أيضا خلال المؤتمر حسب طلب حمادة. بعد أول مؤتمر نسائي شرقي، صاغ اللوائح في جمعية عامة عقدت في عام 1931 بحضور ممثلين عن البلدان المعنية. وهناك تقرر عقد المؤتمر الثاني في طهران وعقد مؤتمر سوري منفصل في دمشق. حضرت حمادة أيضا الكونغرس النسائي الثاني، الذي وقع في عام 1932 واستخدمت القرارات التي مُررت في عام 1930 كقاعدة للاجتماع. انتشر الكونغرس في 3 اجتماعات مميزة تبدأ بدمشق، ثم بغداد، أن تنتهي في طهران. والاجتماع الثالث تزامن مع نظام بهلوي الذي احتفل بتمرير القرارات التي تؤثر بشكل إيجابي على الحقوق المدنية والعائلية للمرأة. كانت القرارات غير اجتماعية في الغالب من حيث المساواة بين الجنسين عندما يتعلق الأمر بالأجور والتعليم الابتدائي الإلزامي والوظائف في المجتمع والاقتصاد، إلخ.
عقد الكونغرس السوري في أول أكتوبر، واستمر لمدة أسبوع واحد، في جامعة سوريا. تم افتتاحه من قبل رئيس الوزراء حاجي بيه عزم. استمرت الاجتماعات طوال اليوم وحضرها ذوو المناصب العالية بالإضافة إلى الأفراد المتعلمين والمثقفين، بما في ذلك زوجة رئيس الجمهورية، ودعوا نور حمادة إلى العشاء في يوم الافتتاح، وعملوا معها وأخذوا صور معها في هذا الحدث.
وورد أن وجودها في الاجتماع كان جوهري جدا. تحدثت نور حمادة إلى الشاه وعبد الحسين عويرانج عندما كانت في إيران. ومع ذلك، ذكر البعض مثل نجم عبادي أنه خلال الاجتماعات، يوجد دليل على أن نور حمادة وعدد قليل من النساء الإيرانييات لم يتلقوا التعاون الكامل من قبل إيران. على الرغم من عدم وجود أرشيف دقيق لأول مؤتمرات نسائية شرقية، إلا أن سجلات جمعيات الكونغرس الثاني في طهران خضعت للترجمة إلى اللغة الفرنسية من صحيفة إيران ونشرت بأنها «المؤتمر الثاني».
تم استرجاع نصوص الدورات التي استضافتها عصبة النساء الوطنيات الإيرانية والإجراءات الإيرانية الأصلية من المؤتمر الثاني في طهران من قبل المؤرخين: غلام ونجم عبادي؛ والتي تمت طباعتها لاحقا باسم «وثائق من حركة المرأة الشرقية» في عام 2005. تُرجم خطاب حمادة لأول مرة إلى لغة أوروبية من نسختها الأصلية الفارسية في جلسة السيدة هالة عمراني.
تمت مناقشة مؤتمر ثالث سيعقد في أنقرة بعد عامين. على الرغم من أن هذا الاجتماع لم يحدث قط، إلا أن اجتماع آخر تم في اسطنبول 1935، عندما كانت حمادة في الولايات المتحدة، من قبل التحالف الدولي للمرأة في أوروبا.

## زيارتها إلى البابا في الفاتيكان
برفقة شقيقها «أمين بيك»، زارت دولة الفاتيكان في إيطاليا، مبعوثان من قِبل شقيقهم الأكبر، لمناقشة القضايا الوطنية والعربية ذات القيمة في ضوء الولاية الفرنسية على لبنان وسوريا في ذلك الوقت. استقبلهم البابا إعجب بنور حمادة كثيرًا. كان واثقا من أنها وشقيقها كانا رمزا للأمل في المنطقة والمراجع الصحيحة للحصول على معلومات تتعلق بالعالم العربي والشرق الأوسط ككل. وبالتالي، فإن البابا منح نور حمادة لقب الأميرة اللبنانية.

## رحلتها الولايات المتحدة
تقدمت حمادة بطلب للحصول على جواز سفر لبناني وتأشيرة أمريكية وحصلت علي كلاهما. لقد بنيت العديد من الروابط في الولايات المتحدة داخل مختلف الأطراف وكان لها اتصالات مختلفة مضمونة من أخيها. ذهبت إلى الولايات المتحدة في عام 1933 وحضرت مؤتمرات مختلفة بهدف الكتابة عن الحركة النسائية باللغة العربية. حضرت مؤتمرا دعى المؤتمر السنوي التاسع للجنة اسباب ومعالجة الحروب في واشنطن العاصمة. استمرت في العيش في الولايات المتحدة في مجتمع مهاجر سوري. وكانت تُدرس اللغة الإنجليزية والعربية واستمرت في التأثير على الكثير من الناس.

## العودة إلى أصولها
حمادة تجاوزت زيارتها في الولايات المتحدة وأمرت بالمغادرة بعد النضالات الطويلة ومحاولات مختلفة دون جدوى. غادرت الولايات المتحدة في عام 1937 بمفردها وتجنبت أي انتهاكات تحتاج إلى إيقافها. عادت إلى لبنان ولم تظهر إلا في جنيف في عام 1938 للمشاركة في حركات نسوية مختلفة في عُصبة الأمم. استمرت في مساعدة أسرتها في لبنان حتى توفيت في عام 1962. 

## المنظور النسوي
كانت النداء النسوي الذي صورته مجموعة حمادة فريد من نوعه لأنه يمثل مزيجا من الأصول السورية الكبرى والوصول العالمي. واوضحت حمادة مرارا وتكرارا رأيها لتطور طابعها الناشط بناء على مساعدة المرأة، سواء كانت عربية أو سورية أو آسيوية أو مسلمة.
كانت الزعيمة النسوية غير الأوروبية الوحيدة التي استخدمت المصطلحات «الشرقية» و «الشرق» لوصف وجهة نظرها. بالإضافة إلى ذلك، شددت على التجديد المتعدد، والسعي لتضمين المسيحيين وكذلك اليهود في خطبها. باختصار، كانت أفكارها، في حين أنها تتقاسم الجذور مع النسويات العرب الآخرين في ذلك الوقت، كانت موسعة للغاية وشاملة بشكل ملحوظ. 
يوضح الخطاب أيضا أنها تجاهلت المقارنات التمييزية التي تم إجراؤها بأن الغرب فاسد والشرق نقي. كانت دائما شاملة وتستهدف التعبير عن أكبر قدر ممكن من التنوع حيث كان لها شغف إلى جانب النساء العربيات الحديثات.

## الأعمال المنشورة
خطاب نور حمادة الذي وقع في 11 نوفمبر 1932 في معهد العلوم والأدب في طهران. في الخطاب، تحدد تاريخ النسوية السورية وتطورت مؤتمرات المرأة الشرقية. كما استرجعت قصيدة كتبتها كطفلة، مما يدل على الأصول المبكرة لأفكارها النسوية.

## مؤلفاتها
لها عدد من القصائد نشرت في بعض الدوريات العربية والمقالات نشرت في مجلة أوراق لبنانية.

## وصلات خارجية
- في معجم بابطين